# Theodoros Zagorakis
Theodoros Zagorakis (27 de octubre de 1971) es un exfutbolista griego. Fue el capitán de la selección de Grecia en el título obtenido en la Eurocopa 2004.
Tras finalizar su carrera como futbolista, fue presidente del PAOK Salónica entre 2007 y 2012 y es eurodiputado desde 2014.

## Biografía
Zagorakis comenzó su carrera deportiva en el Kavala FC griego, en 1993, Zagorakis fichó por el PAOK Salónica, jugando en el club entre 1993 y 1998, ese año dio el salto a una de las grandes ligas de Europa fichando por el Leicester City, que por aquel entonces jugaba en la Premier League inglesa.
En el Leicester jugaría hasta el año 2000, ya que se encontraba descontento por no jugar de manera regular y regresó a Grecia para jugar en el AEK de Atenas, allí coincidió con muchos compañeros de selección como Demis Nikolaidis, Michalis Kapsis o Vassilis Lakis, con el AEK logró ganar la Copa de Grecia en el año 2002 contra el Olympiacos FC.
En julio de 2004 dejó el AEK para fichar por el Bolonia FC de la Serie A italiana, aunque jugó con regularidad, el club acabó descendiendo y Zagorakis prefirió abandonar el club, regresando a Grecia, esta vez de manera definitiva para fichar por el PAOK.
En 2005 regresó al PAOK, el club donde mayor parte de su carrera jugó y fue calurosamente recibido por los hinchas. En el PAOK jugaría hasta 2007 donde se retiró con 36 años y 451 partidos jugados en toda su carrera.

## Selección de fútbol de Grecia
Zagorakis recibió la llamada de la selección muy pronto, en 1994, con 23 años para jugar contra Islas Feroe, pero su primer gol lo lograría contra Dinamarca de clasificación para el Mundial 2006. Zagorakis es además el segundo jugador griego que más partidos ha disputado en la selección con 120 partidos, cumplió los 100 en un partido contra Kazajistán en noviembre de 2004.
Tras 14 años jugando con Grecia, Zagorakis anunció su retiro de la selección en octubre de 2006, en agosto de 2007 jugó su último partido en un amistoso contra España, al ser sustituido por Giannis Goumas, recibió la ovación de todos los aficionados griegos.

## Clubes
| Club                 | País       | Año       |
| -------------------- | ---------- | --------- |
| AO Kavala            | Grecia     | 1988-1992 |
| PAOK Salónica        | Grecia     | 1992-1998 |
| Leicester City F. C. | Inglaterra | 1998-2000 |
| AEK Atenas           | Grecia     | 2000-2004 |
| Bologna              | Italia     | 2004-2005 |
| PAOK Salónica        | Grecia     | 2005-2007 |

## Palmarés

### Campeonatos nacionales
| Título          | Club                 | País       | Año  |
| --------------- | -------------------- | ---------- | ---- |
| Copa de la Liga | Leicester City F. C. | Inglaterra | 2000 |
| Copa de Grecia  | AEK Atenas F. C.     | Grecia     | 2002 |

### Copas internacionales
| Título   | Equipo (*) | País     | Año  |
| -------- | ---------- | -------- | ---- |
| Eurocopa | Grecia     | Portugal | 2004 |

(*) Incluye la selección nacional.

### Distinciones individuales
| Distinción                            | Año  |
| ------------------------------------- | ---- |
| Parte del equipo ideal de la Eurocopa | 2004 |
| Mejor jugador de la Eurocopa          | 2004 |

## Carrera política
Zagorakis fue elegido diputado del Parlamento Europeo por el partido Nueva Democracia en las elecciones europeas de 2014.